# Marcelle Vallet
Pour les articles homonymes, voir Vallet.
Marcelle Vallet, née en 1909, à Beauvais, et morte à l'âge de 93 ans le 12 février 2000 dans l'Hérault, est une photographe portraitiste et reporter en activité à Lyon au milieu du XXe siècle. 

## Biographie
Marcelle Vallet est née le 30 septembre 1909, son père est gardien de prison, sa mère est surveillante. Elle se marie le 28 septembre 1940 à Brive-la-Gaillarde. Elle divorcera plus tard le 28 avril 1952 à Lyon. 
Elle est enseignante. Son mari l'initie à la photographie et elle y prend goût en photographiant des marchés; ses photos se vendent. Ensemble, le couple Berriot ouvre un magasin au 75 cours Vitton à Lyon 6e. Ils couvrent des fêtes privées et publiques, des foires, des marchés. Ces amateurs deviennent professionnels. Ils tirent les portraits de personnages de la vie lyonnaise. Marcelle est une des rares femmes dans cette profession, masculine à cette époque. Elle est une des premières à utiliser le flash électronique l'Électron, ce qui lui permet d'avoir un style personnel. 
Elle participe à la revue littéraire Résonances, lancée par Régis Neyret, qui publie ses photos. Elle est connue pour ses reportages de l'actualité politique et artistique à Lyon : hommes politiques, peintres, écrivains, comédiens.
Tout en honorant ce travail de commande, Marcelle Vallet s'intéresse aux personnes plus humbles :  marginaux, forains, gens du voyage et du cirque. Depuis les années 1940 jusqu'en 1970, chaque dimanche, elle se rend aux Puces du Canal à Villeurbanne et rencontre chineurs et brocanteurs pour des photographes prises sur le vif. Son travail sur les habitants du bidonville du "Chaâba", dans la banlieue lyonnaise, reste un document important concernant l'immigration dans les années 1960. Jusqu'en 1967, elle travaille comme institutrice à l'école Jean Zay de Villeurbanne, elle devient une pionnière de l'enseignement de la photographie à l'école. Les enfants sont un de ses sujets de prédilection : ses élèves en classe, les gamins du bidonville du Chaâba, les enfants de gitans, les gones dans les rues de Lyon.
En juin 1994, Marcelle Vallet donne son fonds de photographies à la Bibliothèque municipale de Lyon, c'est un ensemble de 5 000 pièces, dont plus de 1700 clichés négatifs.
Elle se retire à Nyons dans la Drôme, où elle meurt le 12 février 2000. 

## Exposition
- 1991, librairie Jean-Honoré à Lyon[3]